# Plaza de San Ildefonso (Madrid)
La plaza de San Ildefonso es un espacio público del barrio de Universidad de la ciudad de Madrid, ubicado en la llamada zona Malasaña. Confluyen en ella las dos correderas la Baja al sur, y la Alta, al norte, y las cinco calles de Don Felipe, San Joaquín, Santa Bárbara, Colón y el Barco.
Preside la plazuela la iglesia de San Ildefonso. En este castizo entorno, que retrató Galdós en su novela Fortunata y Jacinta, estuvo instalado entre 1835 y 1970 el mercado de San Ildefonso, uno de los primeros mercados cubiertos de la ciudad.

## Historia
El crecimiento de la población madrileña hizo que parte de la feligresía de San Martín fuera recogida en que será de San Plácido. La iglesia original se edificó en el año 1629 y fue destruida en época de José I. Se reedificó en 1810 con la denominación de San Ildefonso que le da nombre a la plaza. En una de las casas que rodean a la plaza se creó en 1763 la precursora de la Lotería Nacional, denominada «beneficiata» por dedicarse a beneficencia pública, siendo su primer sorteo el 10 de diciembre de ese año. Aunque existe documentada una botica en la plaza de San Ildefonso a comienzos del siglo XVI, se da como fecha de fundación de la "Farmacia Puerto" el año 1798, siendo la época en que el arquitecto Manuel Bradi realiza una reforma en los edificios circundantes de la plaza, quedando instalada dicha farmacia en su emplazamiento. 

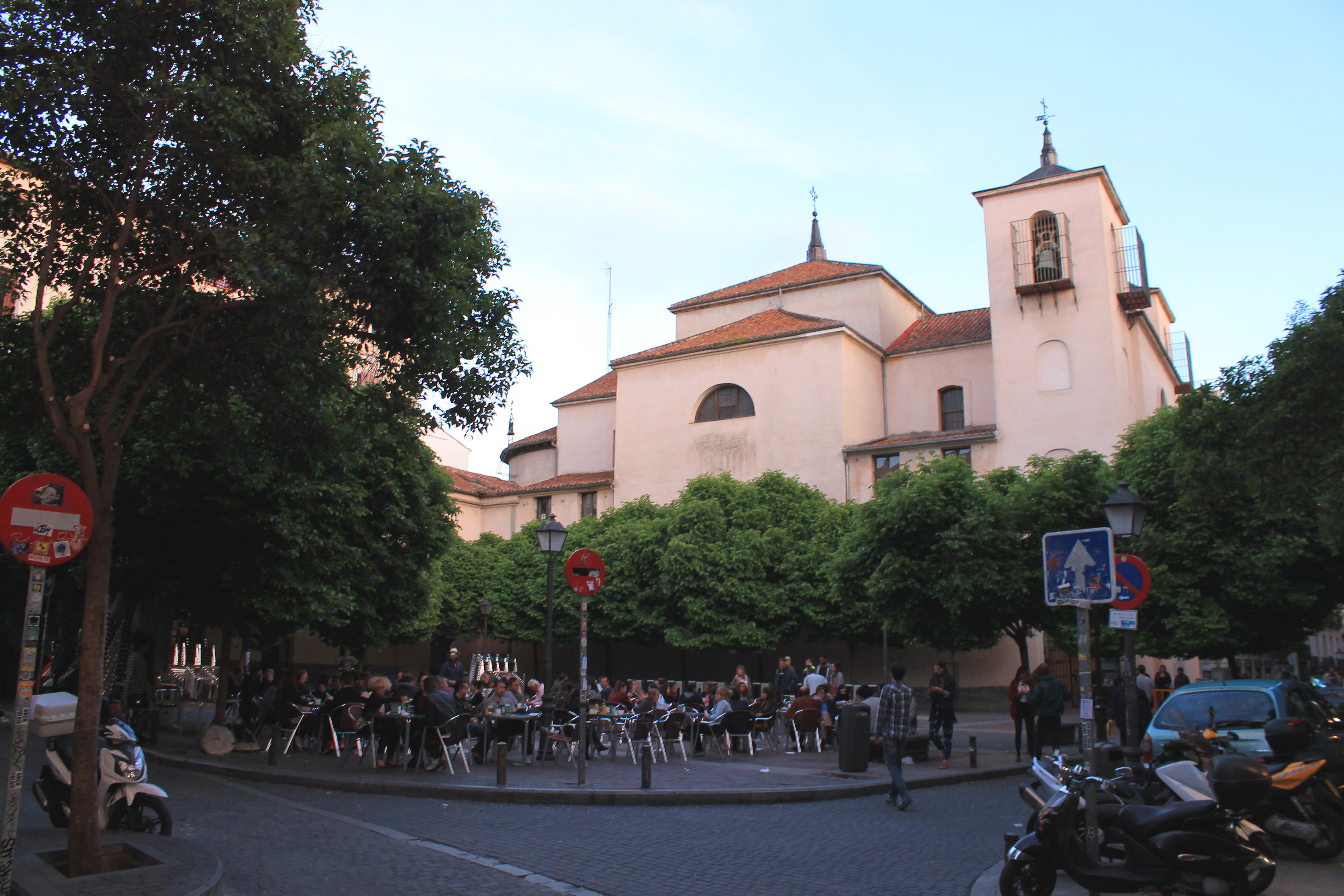
Terrazas de la plazuela de San Ildefonso con la iglesia al fondo

Con el objeto de reubicar en la plaza a buena parte de los vendedores ambulantes que se encontraban en las inmediaciones del bario, se instaló el mercado de San Ildefonso en el periodo que va desde 1835 hasta que en 1970 fue desmantelado, ocupó gran parte de la superficie de la plaza. Fue obra del arquitecto español Lucio Olavieta, y es considerado como uno de los primeros mercados cubiertos de Madrid. El Mercado fue derribado finalmente en los años setenta para dejar paso a un jardín arbolado. Durante el periodo de estancia del mercado en la plaza se puede decir que fue una de las más concurridas y populares de la ciudad. En él se podían encontrar a la venta: verduras, legumbres, frutas, carnes y pescados. La plaza se conoció popularmente también como plaza del Grial, título inspirado por una fuente ya desaparecida y un local de copas homónimo. Desde 1996, hay una estatua callejera en bronce de una niña paseando, obra del escultor Rafael González García.